# موزه ملی تاریخ طبیعی لوکزامبورگ
موزه ملی تاریخ طبیعی لوکزامبورگ (به لاتین: National Museum of Natural History) یک موزه در لوکزامبورگ است که در لوکزامبورگ (شهر) واقع شده‌است.